# Efekt św. Mateusza
Efekt św. Mateusza – ogólna zasada socjologiczna o ubożeniu osób biednych i bogaceniu się bogatych. 

## Historia
Termin został spopularyzowany przez socjologa Roberta Mertona i nazwany imieniem ewangelisty Mateusza, z którego księgi pochodzi cytat:

Albowiem wszelkiemu mającemu będzie dano, i obfitować będzie, a temu, który nie ma, i to, co się zda mieć, będzie wzięto od niego.

W naukach technicznych jego bardziej formalnym odpowiednikiem jest wiązanie preferencyjne opisujące np. rozkład prawdopodobieństwa powstania nowego połączenia w sieciach bezskalowych. 
Efekt św. Mateusza ujawnia się również w innych dziedzinach życia. Poza dosłownym znaczeniem dotyczącym bogactwa materialnego termin ten jest także stosowany w przenośni, np.:
- w edukacji – uczniowie i studenci zamożniejsi trafiają często do lepszych szkół i uczelni, dzięki czemu stają się lepiej wykształceni niż ich ubożsi koledzy. Keith Stanovich wskazał, że efekt Mateusza można powiązać z nauką czytania i wpływem braku tych umiejętności na osiągnięcia szkolne uczniów[2].
- w nauce – naukowcy cieszący się większym uznaniem w środowisku mają łatwiejszy dostęp do funduszy i innych środków niezbędnych do rozwoju, dzięki czemu efekty ich badań ujawniają się lepiej i szybciej[1],
- w politologii – partia zdobywająca większość głosów podczas wyborów w skali całego kraju lub okręgu, otrzymuje nieproporcjonalnie dużą liczbę mandatów, pomimo że procent poparcia dla konkurujących partii przed wyborami jest zbliżony[3].

Efekt odnosić się może także do wpływów, popularności, atrakcyjności itd.

## Rynki z wpływem społecznym
Wpływ społeczny często wywołuje zjawisko rich-get-richer, w którym popularne produkty stają się jeszcze bardziej popularne. Przykładem roli efektu Mateusza na wpływ społeczny jest eksperyment przeprowadzony przez Salganika, Doddsa i Wattsa, w którym stworzyli eksperymentalny wirtualny rynek o nazwie MUSICLAB. W MUSICLAB ludzie mogli słuchać muzyki i pobierać utwory, które najbardziej im się podobały.  Do wyboru były nieznane utwory wyprodukowane przez nieznane zespoły. Przetestowano dwie grupy; jedna grupa nie otrzymała żadnych dodatkowych informacji na temat piosenek, a drugiej grupie powiedziano o popularności każdej piosenki i liczbie pobrań, które miały miejsce wcześniej.